# مؤسسه علمی آینده‌سازان
مؤسسه علمی آینده سازان مربوط به دوره پهلوی اول است و در شیراز، خیابان انوری، کوچه لشکری واقع شده و این اثر در تاریخ ۸ مرداد ۱۳۸۱ با شمارهٔ ثبت ۶۰۳۷ به‌عنوان یکی از آثار ملی ایران به ثبت رسیده است.